# Roy Dupuis
Roy Michael Joseph Dupuis (Temiskaming Shores, 21 de abril de 1963) é um ator canadense. É um dos protagonistas da série La Femme Nikita no papel do agente Michael Samuelle.
Roy começou sua carreira em 1987 em séries e programas de televisão. No cinema, estreou em 1989 trabalhando em três filmes: "Dans le ventre du dragon" e  "Comment faire l'amour avec un nègre sans se fatiguer" e "Jésus de Montréal".
Também atuou em Screamers, Bleeders, Free Money e em outras dezenas de produções. 
É uma personalidade presente no MetroStar Award (o prêmio do cinema franco-canadense) nas últimas décadas, ganhando ou sendo indicado para a premiação em várias oportunidades.